# Calepina
Calepina é um género botânico pertencente à família Brassicaceae.

## Espécies
- Calepina cochlearioides
- Calepina corvini
- Calepina irregularis
- Calepina postrata
- Calepina ruellii